# Story-line
Story-line designa l'embolic o la trama de la història.
Com que ha de tenir unes cinc ratlles a tot estirar, es tracta de la síntesi de la història i, en conseqüència, n'ha de contenir l'essencial: 
1. Presentació del conflicte (passa alguna cosa); 
2. Desenvolupament del conflicte (cal fer alguna cosa); 
3. Solució del conflicte (es fa alguna cosa).
Si atenem a aquest ordre, tindrem una story-line, però dependrà de la capacitat de l'autor que sigui bona o no. Sempre es parteix d'una idea. Posem per cas aquesta, de Graham Greene, escriptor, dramaturg, guionista i crític anglès: “Vaig anar a l'enterrament d'un amic, però tres dies després campava tan ample pels carrers”. D'aquí va sortir la següent story-line: “Jack va a l'enterrament del seu amic a Viena. No accepta la pèrdua, indaga i acaba descobrint que l'amic no ha mort, és ben viu i l'enterrament fou fals perquè el cercava la policia. Trobat per la curiositat de Jack, l'amic és cosit a trets per la bòfia.” Aquesta story-line donà lloc a El tercer home, un important film d'espionatge de Carol Reed.